# Метеор-Спорт
«Метеор-Спорт» — бывший российский спортивный телеканал созданный ВГТРК 1 июля 1996 года. Является первым спортивным в России. Начал своё вещание 19 июля 1996 года, в день открытия Олимпийских игр в Атланте. Прекратил вещание 4 августа 1996 года в день окончания Олимпийских игр.

## История
В ночь с 19 на 20 июля 1996 года на 35-м телевизионном канале в Москве в экспериментальном режиме начал вещание «Метеор-Спорт».
Изначально телеканал должен был стать стартовым телеканалом в многоканальной спутниковой платформе «Метеор-ТВ». Этот проект ВГТРК должен был составить конкуренцию находившейся тогда в разработке системе спутникового телевидения «НТВ-Плюс», но с прицелом на кабельное вещание. Отличие системы ВГТРК заключалось в том, что зритель НТВ-Плюс должен был приобрести и подключить приемное устройство к своему телевизору, а потребитель «Метеор-ТВ» должен был только настроиться на соответствующий канал и вносить абонентную плату. Проект осуществлялся компанией «РТР-телесеть», учредителями которой выступили ВГТРК. Ещё один специализированный канал «Метеор-Кино» запустился в том же году. В перспективе были развлекательный канал, музыкальный, домашний и другие.
«Метеор-ТВ» работал в презентационном режиме: предполагалось, что к новому году зритель привыкнет к нему и будет готов платить. На первом этапе «РТР-телесеть» не подписывала эксклюзивные соглашения с местными станциями — в одном регионе с «Метеор-ТВ» могли работать два канала, и по результатам должен был быть определён постоянный партнёр. Система «Метеор-ТВ» базировалась на технологии цифрового сжатия телевизионного сигнала, которая позволяла улучшить качество изображения и передавать одновременно 6-8 программ ТВ (в формате MPEG-2) и 18 моно- или 9 стерео-радиопрограмм через один спутниковый канал. Вещание осуществлялось через спутник «Интелсат-604», который покрывал территорию России, стран СНГ и Балтии — от Омска до Калининграда.
«РТР-телесеть» приурочила запуск спортивного канала к началу Олимпийских игр: таким образом решилась первая задача, привлечь внимание телеаудитории и прессы к проекту. А поскольку размещение рекламы в спортивных программах и трансляциях чрезвычайно эффективно, то должна была решиться и вторая задача — привлечение рекламодателей.
В Москве программы «‎Метеор-Спорт» можно было принимать на 35-м дециметровом канале (лицензия Интерфакс-ТВ, логотип которого присутствовал на экране параллельно с логотипом «‎Метеор-Спорта»), а в Петербурге — на 27-м канале, частоту которого предоставил ТВ-3. В Туле канал «Метеор-Спорт» присутствовал в сети местного кабельного телевидения «Альтаир»
Запущенный телеканал в полном объёме освещал Летние олимпийские игры 1996 в Атланте. В эфире отдавалось предпочтение соревнованиям по наиболее популярным видам спорта (плавание, лёгкая и тяжёлая атлетика, спортивная гимнастика, бокс и др.), а также матчам сборной России в игровых видах. Картинка канала формировалась в Москве на основе сигнала, производимого хост-бродкастером Олимпиады — Atlanta Olympic Broadcasting (AOB).
Три раза в день (в районе 08:00, 12:00 и 16:00) выходили «‎саммари» — обзор событий дня, подготовленный AOB. В 17:35 и 22:30 «‎Метеор-Спорт» показывал обзорную программу «‎Олимпийский курьер» производства редакции спортивных программ «‎Арена» РТР. Кроме того, каждые два часа с 07:30 до 23:30 выходили пятиминутные информационные выпуски производства Интерфакс-ТВ.
4 августа 1996 года Метеор-Спорт прекратил вещание. Предполагалось, что «Метеор-Спорт‎» в дальнейшем возобновит вещание на постоянной основе и покажет такие турниры, как чемпионаты мира по фигурному катанию, лёгкой атлетике, Кубок Кремля по теннису, чемпионат России по футболу и другие.
Однако этим планам не суждено было сбыться: к началу 1997 года ВГТРК свернула проект «‎Метеор-ТВ». Позже техническая база, оставшееся от проекта, была передана ТВ Центру, но вещание каналов так и не было возобновлено.
НТВ-Плюс Спорт тоже можно считать одним из первых спортивных телеканалов в России, однако официальное НТВ-Плюс Спорт начал вещание 1 ноября, а Метеор-Спорт стал вещать 19 июля, на 2,5 месяца раньше.